# Roter Stern Belgrad
Roter Stern (vollständiger offizieller Name auf Serbisch: СД Црвена звезда bzw. Спортско друштво Црвена звезда, SD Crvena Zvezda bzw. Sportsko društvo Crvena Zvezda, von Fans mit ЦЗБГ-Tag auf Mauern gesprayt; deutsch: Sportgemeinschaft Roter Stern) – im deutschen Sprachraum auch als Roter Stern Belgrad bekannt – ist neben Partizan Belgrad einer der beiden Spitzensportvereine der serbischen Hauptstadt Belgrad. Gegründet am 4. März 1945, besitzt Roter Stern Belgrad heute Abteilungen in 25 verschiedenen Sportarten. Vor allem bekannt ist der Verein für seine Fußballmannschaft, Basketballmannschaft, Wasserballmannschaft, Handballmannschaft und Volleyballmannschaft. Neben zahlreichen nationalen Titeln gewann der Sportverein auch mehrmals auf europäischer Ebene.

## Geschichte
Der Verein wurde am 4. März 1945 unter dem Namen Jugendgemeinschaft für Körperkultur mit sieben Sportabteilungen (Schach, Leichtathletik, Basketball, Fußball, Schwimmen, Rudern und Volleyball) gegründet. Am 12. Oktober 1946 schloss sich der Verein mit dem Sportverein Student zusammen. 1948 wurden die einzelnen Abteilungen zu eigenständigen Vereinen umgewandelt, die seit 1949 autonom agieren. Der Dachverein wurde im Zuge der Aufspaltung in SD Roter Stern umbenannt.

## Erfolge
Die größten Erfolge des Sportvereins sind:

### Fußball
- Gewinn des Europapokals der Landesmeister 1991
- Gewinn des Weltpokals 1991
- Finalist des UEFA-Pokals 1979

### Basketball
- Gewinn des Europapokals der Pokalsieger 1974
- Gewinn der ABA-Liga 2015
- Finalist des Europapokals der Pokalsieger 1972 und 1975
- Finalist des Korać-Cups 1984 und 1998, des damals dritthöchsten Europapokalwettbewerbs
- Halbfinalist des ULEB Eurocups 2013

### Wasserball
- Gewinn der Champions League 2013

### Handball
- Halbfinale des Europapokals der Pokalsieger 1996

### Volleyball
- 3. Platz bei der Champions League der Frauen 1976
- 2. Platz beim CEV-Pokal der Frauen 1986 und 2010, dem zweithöchsten Europapokalwettbewerb
- 3. Platz beim CEV-Pokal 2008

### Leichtathletik
- Gewinn der Europameisterschaft 1989
- Vizeeuropameisterschaft 1981
- 3. Platz bei der Europameisterschaft 1976
- Vizeeuropameisterschaft der Frauen 1989

### Judo
- 2. Platz bei Champions League: 2021, 2022
- 3. Platz bei Champions League: 2018, 2019
- 2. Platz bei Europa League: 2016
- 3. Platz bei Europa League: 2014

## Sportvereine
| Sportart         | Vereinsname             | gegründet |
| ---------------- | ----------------------- | --------- |
| Automobilsport   | AK Roter Stern Belgrad  | 1946      |
| Basketball       | KK Roter Stern Belgrad  | 1945      |
| Bowling          | KK Roter Stern Belgrad  | 1953      |
| Bowls            | BK Roter Stern Belgrad  | 1953      |
| Boxen            | BK Roter Stern Belgrad  | 1947      |
| Bridge           | BK Roter Stern Belgrad  | 1995      |
| Eishockey        | KHK Roter Stern Belgrad | 1946      |
| Eisschnelllauf   | KK Roter Stern Belgrad  | 1946      |
| Fechten          | MK Roter Stern Belgrad  | 1945      |
| Fußball          | FK Roter Stern Belgrad  | 1945      |
| Fußball (Frauen) | ŽFK Roter Stern Belgrad | 2015      |
| Handball         | RK Roter Stern Belgrad  | 1948      |
| Judo             | RK Roter Stern Belgrad  | 1955      |
| Karate           | KK Roter Stern Belgrad  | 1972      |
| Leichtathletik   | AK Roter Stern Belgrad  | 1945      |
| Radsport         | BK Roter Stern Belgrad  | 1947      |
| Rudern           | VK Roter Stern Belgrad  | 1945      |
| Rugby League     | RK Roter Stern Belgrad  | 2007      |
| Schießsport      | SK Roter Stern Belgrad  | 1980      |
| Schwimmen        | PK Roter Stern Belgrad  | 1946      |
| Skisport         | SK Roter Stern Belgrad  | 1946      |
| Taekwondo        | TK Roter Stern Belgrad  | 1994      |
| Tennis           | TK Roter Stern Belgrad  | 1946      |
| Tischtennis      | SK Roter Stern Belgrad  | 1945      |
| Volleyball       | OK Roter Stern Belgrad  | 1945      |
| Wasserball       | VK Roter Stern Belgrad  | 1968      |